# Pacte fédéral de 1815
Le Pacte fédéral de 1815 est une charte fondamentale rédigée en 1814 qui unit les vingt-deux cantons souverains de la Confédération suisse et servit de loi fondamentale entre 1815 et 1848. Remplaçant l'acte de Médiation, c'est le premier document dans lequel apparaît le terme Confédération suisse. Son nom fait référence au Pacte fédéral originel de 1291.

## Histoire
Pacte conclu entre les vingt-quatre cantons et demi-cantons souverains de la Confédération suisse (dénomination apparaissant alors pour la première fois), il servit de loi fondamentale entre 1815 et 1848 à la confédération d'États issue de l'ancienne Confédération. À la fin de 1813, l'invasion des troupes alliées fit perdre son assise à l'acte de Médiation que Bonaparte avait octroyé aux dix-neuf cantons en 1803 ; dix anciens cantons le déclarèrent abrogé. En même temps, une « Assemblée fédérale » réunie à Zurich (canton directeur) esquissa une nouvelle « union fédérale » dans l'esprit des anciennes alliances, mais qui ne rétablissait pas les liens de sujétion. Neuf des anciens cantons et cinq des nouveaux y adhérèrent. Au début de février 1814, l'Assemblée discuta des « principes d'une constitution » qui s'appuyait sur l'acte de Médiation et confirmait l'égalité des cantons, mais qui affaiblissait le pouvoir central en renforçant les droits des cantons. Les alliances séparées n'étaient pas interdites et la charge de Landamman de la Suisse disparaissait.
L'ampleur du mouvement de restauration rendit ce projet caduc. Avant Noël 1813 déjà, les patriciens bernois avaient repris le pouvoir par un putsch et réclamé le retour de Vaud et de l'Argovie. Des coups d'État analogues eurent lieu au début de 1814 à Soleure, Fribourg et Lucerne. Schwytz et Nidwald remirent en vigueur le système prérévolutionnaire. Uri et Zoug prétendirent retrouver leurs anciens bailliages. Ces cantons convoquèrent une Diète dissidente en mars 1814 et la Suisse se trouva divisée en deux groupes, prêts à la guerre civile, l'un réactionnaire autour des Bernois et l'autre modéré conduit par Zurich. Il fallut que les grandes puissances prennent le parti des nouveaux cantons et menacent d'imposer leur médiation pour que s'ouvre le 6 avril 1814 à Zurich une Diète fédérale unique. Celle-ci siégea jusqu'au 31 août 1815, d'où son surnom de Longue Diète; les délégués des grandes puissances (le comte Jean Antoine Capo d'Istria, Stratford Canning, Claude Marie Gustave de Damas, August Ernst von Steigentesch) y eurent une forte influence. Les débats aboutirent à un projet qui renforçait les compétences militaires de la Confédération, mais affaiblissait la garantie territoriale et l'interdiction des liens de sujétion. Les cantons primitifs, habituellement peu enclins à donner des compétences au pouvoir central, imposèrent pourtant avec l'aide de Berne une garantie fédérale en faveur des couvents.
Neuf cantons et demi seulement approuvèrent ce texte sans réserves et Berne le rejeta; la Confédération se divisa de nouveau. Au début d'août 1814, les cantons réactionnaires présentèrent un contre-projet fort concis, qui n'attribuait pratiquement aucune compétence à la Confédération en dehors de la garantie des couvents, n'interdisait ni les alliances séparées ni les liens de sujétion et laissait aux cantons toutes les libertés. Les conflits territoriaux devaient être réglés par arbitrage. Comme les cantons réactionnaires envisageaient de former une alliance séparée, la guerre civile redevint menaçante. La Diète ne se mit d'accord sur un nouveau pacte, inspiré du projet réactionnaire, qu'au moment où les grandes puissances parlèrent de médiation forcée ou même de partage de la Suisse. L'interdiction des alliances séparées et des liens de sujétion fut réintroduite sous une forme atténuée et la Confédération reçut davantage de compétences militaires. Selon un additif, les litiges économiques entre cantons devaient être soumis à un tribunal arbitral et les conflits territoriaux au congrès de Vienne (1814-1815). Conscients que l'existence même de la Suisse était en jeu, les cantons adoptèrent en majorité le nouveau pacte et l'additif. La Diète constitua la nouvelle Confédération le 9 septembre 1814 et y admit le 12 septembre les cantons du Valais, de Neuchâtel et de Genève. Schwytz et Appenzell Rhodes-Intérieures adhérèrent en mars 1815, au début des Cent-Jours. Le Pacte fédéral fut juré le 7 août 1815 à Zurich. Seul Nidwald lui était encore opposé; une occupation fédérale força son ralliement.
Le Pacte fédéral comptait quinze articles. Il assurait surtout la liberté des cantons; il ne mentionnait qu'indirectement les libertés civiques, à travers l'interdiction des liens de sujétion. Le pouvoir central, dont l'organe était la Diète siégeant dans l'un des cantons directeurs (Zurich, Berne et Lucerne), n'avait guère de compétences, sinon dans le domaine militaire (Armée). Dans la plupart des cantons, les anciennes élites purent gouverner presque sans aucun contrôle extérieur, en vertu d'une souveraineté cantonale qui aura aussi pour effet de faciliter la mise en œuvre des réformes internes pendant la Régénération. Le Pacte ne contenait pas de dispositions sur sa propre révision; les tentatives en ce sens ayant échoué, il finit par être abrogé et remplacé par la Constitution fédérale de 1848, à la suite de la guerre du Sonderbund (1847), focalisation de conflits déjà présents en 1814 (articles contestés sur les alliances séparées et les couvents).

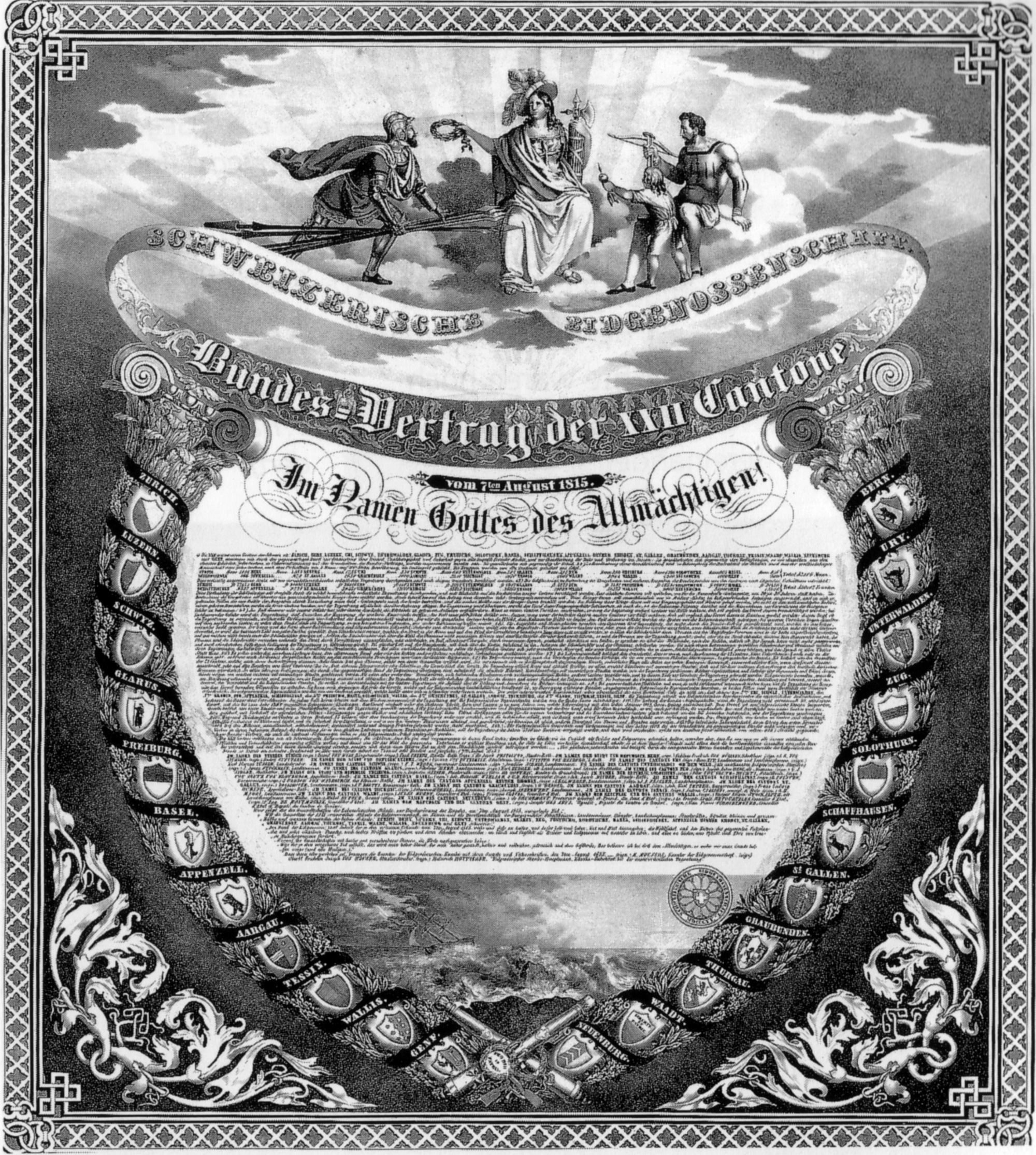
Le Pacte fédéral de 1815.